# Huernia pillansii
Huernia pillansii es una especie  de plantas de la familia Apocynaceae. Nativa de Sudáfrica en la Provincia del Cabo.

## Descripción
Huernia piersii es una planta suculenta con brotes erectos copetudos que alcanzan un tamaño  de hasta unos 18 cm de altura. En sección transversal, son (9) 10 - 16 (- 24) estriados y salpicados de pequeñas verrugas. Hojas largas de 2 a 8 mm están extendidos a son como suaves cerdas radialmente hacia fuera. Las flores son individuales, más o menos erectas y se presentan en un tiempo relativamente corto, con 2-8 mm de tallo.  La corola es de color amarillo a marrón en el exterior, el interior cremoso, ligeramente amarillento a rojizo y provisto de pequeñas manchas rojizas. Tiene un diámetro de 3 a 5 cm, y en la parte interior es en forma de campana. El tubo de la corona varía del crema al rojo oscuro. La punta de la corona es larga y puntiaguda (1,2 a 2,2 cm x 0,5 a 1 cm).  Las polinias son de color amarillento o verdoso.

## Taxonomía
Huernia pillansii fue descrita por Nicholas Edward Brown y publicado en The Gardeners' Chronicle & Agricultural Gazette 1: 50. 1904.